# Adel Abdelrahman
Adel Abdelrahman (arabul: عادل عبد الرحمن); (1967. december 11. – ) egyiptomi válogatott labdarúgó. 

## Pályafutása

### Klubcsapatban
1987 és 1995 között az el-Ahlí játékosa volt, melynek tagjaként három bajnoki címet (1989, 1994, 1995) szerzett és 1993-ban megnyerte a kupagyőztesek Afrika-kupáját. 

### A válogatottban
1990-ben 9 alkalommal szerepelt az egyiptomi válogatottban és 1 gólt szerzett. Részt vett az 1990-es világbajnokságon, ahol a Hollandia és az Anglia csoportmérkőzésen csereként lépett pályára. Az Írország elleni találkozón nem kapott lehetőséget. Tagja volt az 1990-es afrikai nemzetek kupáján szereplő válogatottnak is.

## Sikerei, díjai
el-Ahlí SC
- Egyiptomi bajnok (3): 1988–89, 1993–94, 1994–95
- Kupagyőztesek Afrika-kupája győztes (1): 1993
- Afro-ázsiai klubok kupája győztes (1): 1988